# Kanda Fumiyuki
Fumiyuki Kanda (sinh ngày 28 tháng 9 năm 1977) là một cầu thủ bóng đá người Nhật Bản.

## Sự nghiệp câu lạc bộ
Fumiyuki Kanda đã từng chơi cho Ventforet Kofu.